# Зигфрид фон Мерзебург
Зигфрид фон Мерзебург също Зигфрид фон Остмарк (на немски: Siegfried von Merseburg, Siegfried von der Ostmark; * ок. 895; † 1 юни 937) е от 932 г. граф и маркграф на Мерзебург, граф в Швабенгау, Фризенфелд и в Хасегау, от 936 г. легат на Саксонската източна марка. Той е най-значимият саксонец до немския крал на Източното франкско кралство Хайнрих I Птицелов. Зигфрид е възпитател на най-малкия кралски син Хайнрих (* 919/922) и имперски легат при защитата на Саксония при отсъствие на краля.

## Биография
Зигфрид е най-възрастният син на саксонския граф и маркграф Титмар (* ок. 855; † 1 юни 932) и на Хилдегард (* ок. 865), балдъза на богатия граф Ервин фон Мерзебург (* ок. 840; † пр. 906). Неговата по-голяма сестра Хида (* ок. 885; † 970) се омъжва ок. 900 г. за графа в Швабенгау и Гау Зеримунт Христиан. По-малкият му брат Геро Велики (* 900; † 965) е основател на Марка Геро, племенникът му Геро по-късно е архиепископ на Кьолн. Баща му е от 886 г. възпитател и довереник на Хайнрих I Птицелов.
През 919 г. Хайнрих I Птицелов е избран за крал и жени Зигфрид за сестра си Ирминбург Саксонска (* ок. 885; † пр. 29 декември 930), дъщеря на херцог Ото I Саксонски и Хадвига Бабенбег. Тя умира бездетна. През 936 г. той се жени втори път за Гутия (Юта, Юдит, сл. † 937), вероятно от род Брунони. Двамата имат най-малко две деца:
- Титмар († 7 август 968), епископ на Бранденбург (949 – 968)
- Титмар († 3 октомври 959)
- син († 963), vir optimus, убит в битка

На 25 юни 934 г. Хайнрих I подарява на Зигфрид собствености. Той и съпругата му Гутия (Юдит) основават през 936 г. манастир Крьонинген. Същата година крал Хайнрих I умира. След една година Зигрфрид умира на 1 юни 937 г. Вдовицата му Гутия става абатеса на манастир Крьонинген.